# Benjamin Biolay

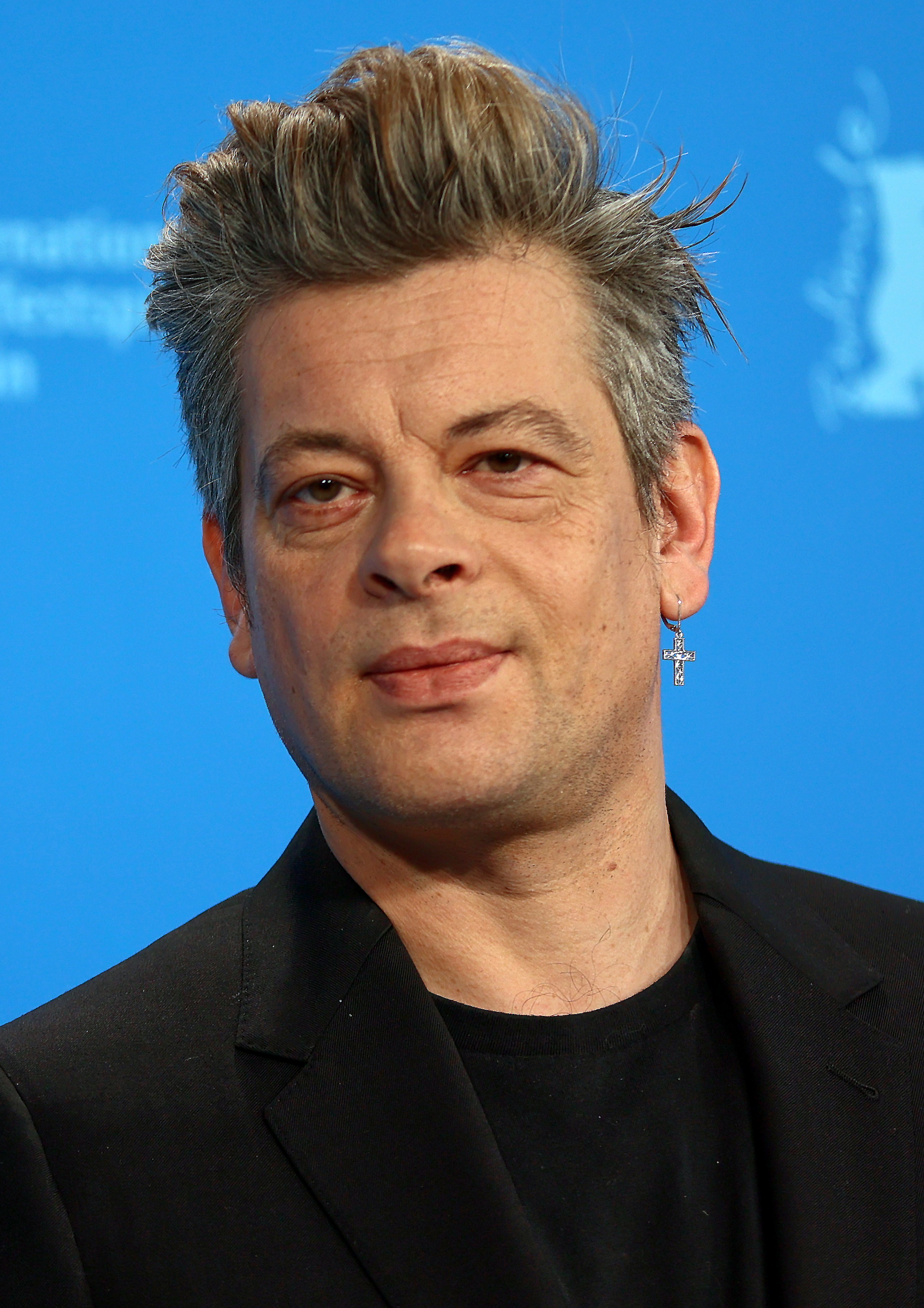
Benjamin Biolay auf der Berlinale 2022

Benjamin Biolay [bɛ̃ʒaˈmɛ̃ bjɔˈlɛ] (* 20. Januar 1973 in Villefranche-sur-Saône) ist ein französischer Sänger, Multiinstrumentalist, Komponist, Arrangeur, Produzent sowie Schauspieler. Mit einigen anderen Interpreten, wie Dominique A oder Philippe Katerine, zählt er zu den bekanntesten Vertretern des Nouvelle Chanson.

## Leben

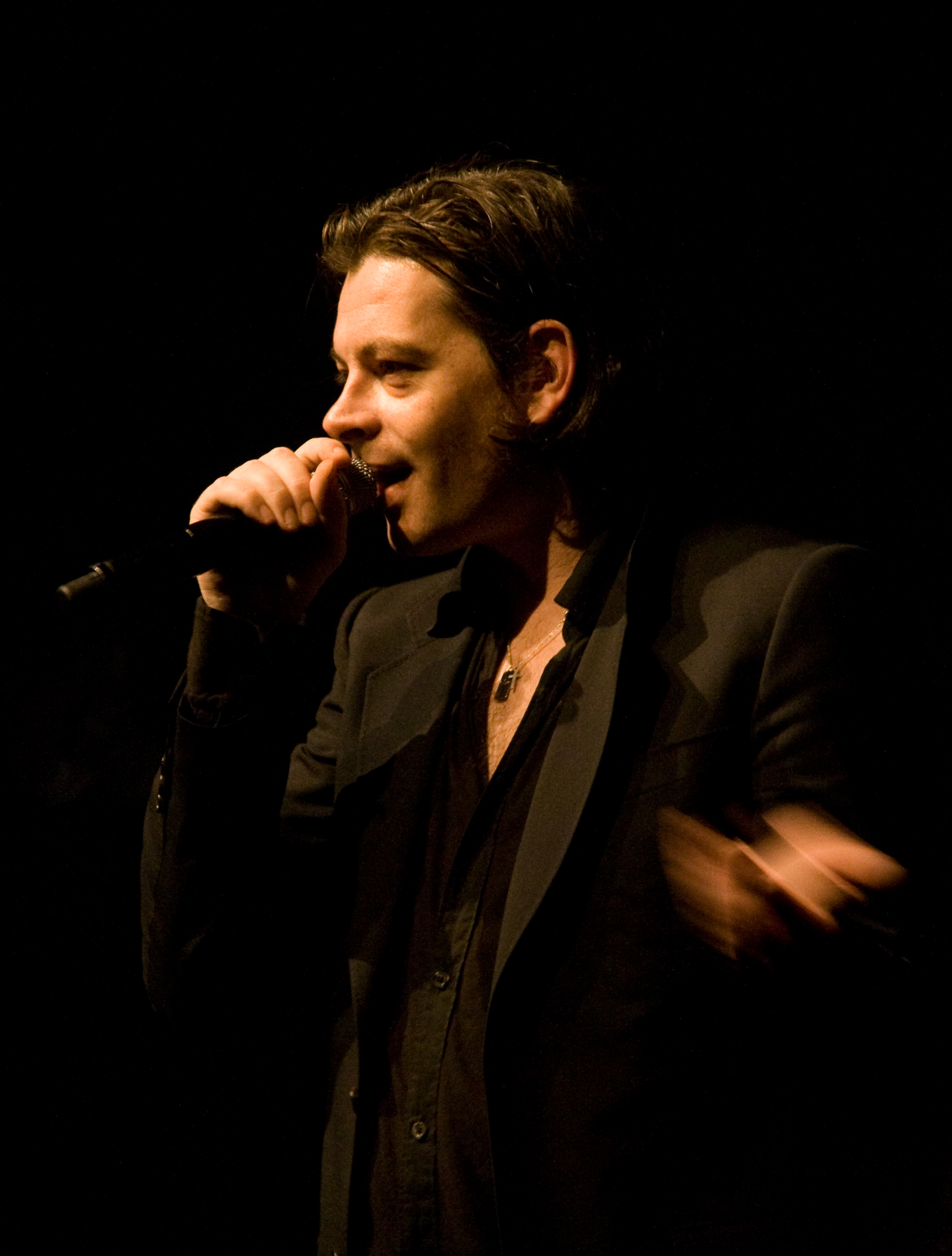
Benjamin Biolay, Konzert im Casino de Paris (2011)

Benjamin Biolay hat eine klassische Ausbildung für Tuba und Violine am Konservatorium Lyon absolviert. Anfang der 1990er Jahre wandte er sich der Popmusik zu, wobei seine erste Band Mateo Gallion wenig erfolgreich war. Ab 1996 arbeitete er als Solokünstler mit einem Vertrag bei EMI. Erst im Duo mit Keren Ann wurde er 1999 bekannter. Die beiden schrieben Stücke für das Comeback-Album Chambre avec vue (2000) von Henri Salvador.
Neben eigenen Werken wurde Biolay vor allem durch die Zusammenarbeit mit namhaften Künstlerinnen wie Isabelle Boulay und Valérie Lagrange erfolgreich, an deren Comeback-Album von 2003 er mitarbeitete. Für seine Schwester Coralie Clément schrieb und produzierte er die drei Alben Salle de pas perdus (2001), Bye Bye Beauté (2004) und Toystore (2008). Auf dem Album Home arbeitete er mit seiner Frau Chiara Mastroianni, von der er inzwischen geschieden ist.
Biolay gilt als Vertreter des „Neuen Chansons“, wobei er selbst mit dem Begriff wenig anfangen kann.
Er ist auch als Schauspieler aktiv; sein Debüt gab er 2004 in dem Film Pourquoi (pas) le Brésil. Im Jahr 2008 war er in dem Film Stella zu sehen und erhielt für seine Darstellung eine César-Nominierung als Bester Nebendarsteller. Biolay wurde 2013 in die Jury des Festival du film francophone d’Angoulême berufen.

## Diskografie

### Alben
| Jahr | Titel                | Höchstplatzierung, Gesamtwochen, AuszeichnungChartplatzierungen (Jahr, Titel, Platzierungen, Wochen, Auszeichnungen, Anmerkungen) | Höchstplatzierung, Gesamtwochen, AuszeichnungChartplatzierungen (Jahr, Titel, Platzierungen, Wochen, Auszeichnungen, Anmerkungen) | Höchstplatzierung, Gesamtwochen, AuszeichnungChartplatzierungen (Jahr, Titel, Platzierungen, Wochen, Auszeichnungen, Anmerkungen) | Höchstplatzierung, Gesamtwochen, AuszeichnungChartplatzierungen (Jahr, Titel, Platzierungen, Wochen, Auszeichnungen, Anmerkungen) | Anmerkungen                                                                            |
| Jahr | Titel                | FR | BEW | DE | CH | Anmerkungen                                                                            |
| ---- | -------------------- | --- | --- | --- | --- | -------------------------------------------------------------------------------------- |
| 2001 | Rose Kennedy         | FR66 Gold · (13 Wo.)FR | — | — | — | Erstveröffentlichung: 13. September 2001 Verkäufe: + 50.000                            |
| 2003 | Négatif              | FR15 (29 Wo.)FR | BEW9 (4 Wo.)BEW | — | — | Erstveröffentlichung: 2. Mai 2013 Doppel-CD                                            |
| 2004 | Home                 | — | BEW26 (15 Wo.)BEW | — | CH98 (1 Wo.)CH | Erstveröffentlichung: 8. Januar 2004 mit Chiara Mastroianni                            |
| 2004 | Clara et moi         | FR163 (3 Wo.)FR | — | — | — | Filmsoundtrack                                                                         |
| 2005 | À l’origine          | FR17 (14 Wo.)FR | BEW27 (10 Wo.)BEW | — | — | Erstveröffentlichung: 1. April 2005                                                    |
| 2007 | Trash yéyé           | FR11 (32 Wo.)FR | BEW23 (10 Wo.)BEW | — | CH72 (1 Wo.)CH | Erstveröffentlichung: 7. September 2007                                                |
| 2009 | La superbe           | FR3 Platin (UPFI) · (83 Wo.)FR | BEW7 (43 Wo.)BEW | DE98 (1 Wo.)DE | CH61 (3 Wo.)CH | Erstveröffentlichung: 16. Oktober 2009 Verkäufe: + 100.000; Doppel-CD                  |
| 2011 | Pourquoi tu pleures? | FR38 (6 Wo.)FR | BEW54 (10 Wo.)BEW | — | — | Erstveröffentlichung: 17. Juni 2011                                                    |
| 2011 | Best of              | — | BEW178 (1 Wo.)BEW | — | — | Erstveröffentlichung: 25. November 2011 Charteinstieg erst 2013                        |
| 2012 | Vengeance            | FR2 (23 Wo.)FR | BEW6 (27 Wo.)BEW | — | CH22 (3 Wo.)CH | Erstveröffentlichung: 2. November 2012                                                 |
| 2015 | Trenet               | FR18 (11 Wo.)FR | — | — | — | Erstveröffentlichung: 15. Juni 2015 Benjamin Biolay, Nicolas Fiszman & Denis Benarrosh |
| 2016 | Palermo Hollywood    | FR3 Gold · (46 Wo.)FR | BEW6 (23 Wo.)BEW | — | CH17 (4 Wo.)CH | Erstveröffentlichung: 22. April 2016 Verkäufe: + 50.000                                |
| 2017 | Volver               | FR3 Gold · (19 Wo.)FR | BEW1 (24 Wo.)BEW | — | CH12 (4 Wo.)CH | Erstveröffentlichung: 19. Mai 2017 Verkäufe: + 50.000                                  |
| 2018 | Songbook             | — | BEW147 (1 Wo.)BEW | — | — | Erstveröffentlichung: 16. November 2018 mit Melvil Poupaud                             |
| 2020 | Grand Prix           | FR1 Platin · (86 Wo.)FR | BEW1 (48 Wo.)BEW | — | CH3 (10 Wo.)CH | Erstveröffentlichung: 26. Juni 2020 Verkäufe: + 100.000                                |
| 2022 | Saint-Clair          | FR1 Gold · (19 Wo.)FR | BEW1 (15 Wo.)BEW | — | CH7 (3 Wo.)CH | Erstveröffentlichung: 9. September 2009 Verkäufe: + 50.000                             |
| 2023 | À l’auditorium       | — | BEW19 (7 Wo.)BEW | — | CH90 (1 Wo.)CH | Erstveröffentlichung: 13. Oktober 2023                                                 |

Weitere Alben
- 2001: Remix EP
- 2010: Live (Doppel-DVD / Doppel-DVD + La superbe)

### Singles
| Jahr | Titel Album                         | Höchstplatzierung, Gesamtwochen, AuszeichnungChartplatzierungen (Jahr, Titel, Album, Platzierungen, Wochen, Auszeichnungen, Anmerkungen) | Höchstplatzierung, Gesamtwochen, AuszeichnungChartplatzierungen (Jahr, Titel, Album, Platzierungen, Wochen, Auszeichnungen, Anmerkungen) | Anmerkungen                                                  |
| Jahr | Titel Album                         | FR | BEW | Anmerkungen                                                  |
| --- | ----------------------------------- | --- | --- | ------------------------------------------------------------ |
| 2003 | L’hymne à l’amour –                 | FR50 (12 Wo.)FR | — | Various Artists                                              |
| 2012 | Aime mon amour Vengeance            | FR60 (2 Wo.)FR | BEW39 (1 Wo.)BEW | Erstveröffentlichung: 27. August 2012                        |
| 2012 | Profite Vengeance                   | FR93 (1 Wo.)FR | — | Erstveröffentlichung: 3. Dezember 2012 feat. Vanessa Paradis |
| 2014 | Ton héritage La Superbe             | FR80 (2 Wo.)FR | — |                                                              |
| 2015 | La superbe La Superbe               | FR188 (1 Wo.)FR | BEW38 (1 Wo.)BEW | Erstveröffentlichung: 14. September 2009                     |
| 2016 | Palermo Hollywood                   | FR161 (1 Wo.)FR | — | Erstveröffentlichung: 22. Januar 2016                        |
| 2016 | Miss Miss Palermo Hollywood         | FR134 (2 Wo.)FR | — | Erstveröffentlichung: 21. März 2016                          |
| 2020 | Comment est ta peine? Grand Prix    | FR99 Platin · (4 Wo.)FR | — | Erstveröffentlichung: 24. April 2020                         |
| Folgende Lieder erschienen nicht als Single, wurden aber durch das Album zum Download und Streaming bereitgestellt und konnten somit eine Platzierung erlangen: |                                     | | |                                                              |
| |                                     | | |                                                              |
| 2012 | Ne regrette rien Vengeance          | FR157 (1 Wo.)FR | — | feat. Orelsan                                                |
| 2016 | Ballade française Palermo Hollywood | FR137 (1 Wo.)FR | — |                                                              |
| 2016 | La débandade Palermo Hollywood      | FR149 (1 Wo.)FR | — |                                                              |
| 2016 | Palermo Queens Palermo Hollywood    | FR183 (1 Wo.)FR | — |                                                              |

Weitere Singles
- 2008: Qu’est ce que ça peut faire?
- 2010: Si tu suis mon regard
- 2011: Pas la forme
- 2016: Les chanteurs sont tous les mêmes (Vincent Delerm & Benjamin Biolay)
- 2017: Roma (Amor) (avec Illya Kuryaki and the Valderramas)

### Gastbeiträge
| Jahr | Titel Album                          | Höchstplatzierung, Gesamtwochen, AuszeichnungChartplatzierungen (Jahr, Titel, Album, Platzierungen, Wochen, Auszeichnungen, Anmerkungen) | Höchstplatzierung, Gesamtwochen, AuszeichnungChartplatzierungen (Jahr, Titel, Album, Platzierungen, Wochen, Auszeichnungen, Anmerkungen) | Anmerkungen                                                  |
| Jahr | Titel Album                          | FR | BEW | Anmerkungen                                                  |
| ---- | ------------------------------------ | --- | --- | ------------------------------------------------------------ |
| 2014 | Pas besoin de permis Love Songs Tour | FR35 (4 Wo.)FR | — | Erstveröffentlichung: 22. September 2014 mit Vanessa Paradis |

## Videoalben
- 2011: Live (FR: Gold (UPFI))

## Filmografie (Auswahl)
- 2004: Pourquoi (pas) le Brésil
- 2008: Didine
- 2008: Stella
- 2010: Die Meute (La meute)
- 2013: Unter dem Regenbogen (Au bout du conte)
- 2016: Personal Shopper
- 2017: Fleur de Tonnerre
- 2017: Nicht meine Schuld (Irréprochable)
- 2017: Der Schmerz (La douleur) – Regie: Emmanuel Finkiel
- 2019: Zimmer 212 – In einer magischen Nacht (Chambre 212)
- 2019: Capitaine Marleau (Fernsehserie, 1 Folge)
- 2021: France
- 2022: Die Linie (La ligne)
- 2023: Rosalie
- 2024: Marcello Mio
- 2024: Maria